# Trolleybus de Krasnodar
Le trolleybus de Krasnodar (en russe : Краснодарский троллейбус) est un des systèmes de transport en commun de Krasnodar, dans le kraï de Krasnodar, en Russie.

## Histoire
Le réseau de trolleybus de Krasnodar est inauguré le 28 juillet 1950 et est administré avec le réseau de tramways par la direction des tramways et trolleybus de Krasnodar.

## Réseau actuel
Douze lignes de trolleybus sont exploitées en 2020, elles portent les numéros 2, 4, 6, 7, 8, 10, 12, 13, 14, 15, 20 et 21.